# Stadtkanal
Lo Stadtkanal (letteralmente «canale cittadino») era un canale artificiale che attraversava il centro storico della città tedesca di Potsdam.
Fu realizzato a partire dal 1673 lungo il tracciato del vecchio fossato medievale che difendeva la città dal lato nord. Lo scopo del nuovo canale era inizialmente la bonifica delle aree a nord, sulle quali stava sorgendo la prima espansione barocca della città; successivamente, dopo la ricostruzione in pietra delle sponde e dei ponti sotto Federico II (1756-70) assunse anche un ruolo ornamentale, e ai suoi lati sorsero palazzi barocchi.
Il canale aveva tuttavia la tendenza ad interrarsi, e pertanto erano necessarie costanti e costose opere di manutenzione; per questi motivi venne infine interrato dal 1965 al 1971, e al suo posto si crearono giardini o parcheggi.
Dal 1999 al 2003 un breve tratto lungo la Yorckstraße venne riaperto, ma lasciandovi solo l'alveo in secca, senza acqua. Una completa riapertura è in discussione da lungo tempo.